# Вознесенка (Приморський край)
Вознесе́нка (рос. Вознесенка) — село в Хорольському районі Приморського краю Росії. Входить до складу Ярославського міського поселення.

## Історія
Село засноване 1885 року переселенцями з Полтавської і Чернігівської губерній, а також Литви і Білорусі. З часом у Вознесенці були побудовані маслозавод, млин, магазини, торгові лавки, поліцейський околоток, церква, трикласна школа. У селі також проводились ярмарки на які з'їжджалися мешканці із сусідніх сіл та волостей.
У роки колективізації багато заможних мешканців села піддалися розкуркуленню і репресіям. Тоді ж у 1930 році створено колгосп «імені Ярославського» з сільськогосподарськими угіддями близько 11 420 га. Назва села походить від християнського свята Вознесіння Господнього в день якого сюди прибули перші поселенці.
Під час німецько-радянської війни, внаслідок участі у бойових діях загинув 131 житель села. 1975 року на їх честь встановлено пам'ятник біля будинку культури.

## Населення
Чисельність населення за роками:
| 1897 | 2002 | 2010 |
| ---- | ---- | ---- |
| 550  | 1507 | 1537 |

За даними перепису населення 2010 року на території села проживало 1537 осіб. Частка чоловіків у населенні складала 51,5% або 791 особу, жінок — 48,5% або 746 осіб. Національний склад станом на 2002 рік: росіяни — 82% або 1 236 осіб, українці — 14% або 207 осіб.

## Економіка
Економічний сектор Вознесенки представлений сільськогосподарським виробничим кооперативом «Вознесенський», який займається вирощуванням і реалізацією зернових.

## Соціальна сфера
У селі діє фельдшерсько-акушерський пункт, поштове відділення, бібліотека, клуб, дитсадок, школа, 5 магазинів.